# Bahnstrecke Niamey–Dosso
| Strecke bei Kodo |                     |                 |                 |
| Streckenlänge: | 140 km              |                 |                 |
| Spurweite: | 1000 mm (Meterspur) |                 |                 |
| Zweigleisigkeit: | nein                |                 |                 |
| |                     |                 |                 |
| \| \| \| Niamey Terminus \| \| \| \| Niamey Aéroport \| \| \| \| Guéssélbodi \| \| \| \| Kouré \| \| \| \| Kodo \| \| \| \| Birni N’Gaouré \| \| \| \| Koygorou \| \| \| \| Dosso \| \| \| \| Streckenende[Anm. 1] \| |                     |                 |                 |
| Kopfbahnhof Streckenanfang (Strecke außer Betrieb) |                     | Niamey Terminus | Niamey Terminus |
| Haltepunkt / Haltestelle (Strecke außer Betrieb) |                     | Niamey Aéroport | Niamey Aéroport |
| Haltepunkt / Haltestelle (Strecke außer Betrieb) |                     | Guéssélbodi     | Guéssélbodi     |
| Haltepunkt / Haltestelle (Strecke außer Betrieb) |                     | Kouré           | Kouré           |
| Haltepunkt / Haltestelle (Strecke außer Betrieb) |                     | Kodo            | Kodo            |
| Haltepunkt / Haltestelle (Strecke außer Betrieb) |                     | Birni N’Gaouré  | Birni N’Gaouré  |
| Haltepunkt / Haltestelle (Strecke außer Betrieb) |                     | Koygorou        | Koygorou        |
| Bahnhof (Strecke außer Betrieb) |                     | Dosso           | Dosso           |
| |                     | Streckenende    |                 |

Die Bahnstrecke Niamey–Dosso ist die einzige Bahnstrecke in Niger und eine Investitionsruine. Sie führt von Niamey Terminus nach Dosso. Abgesehen von dem Eröffnungszug wurde sie nie befahren und weist keinen Betrieb auf.

## Geschichte

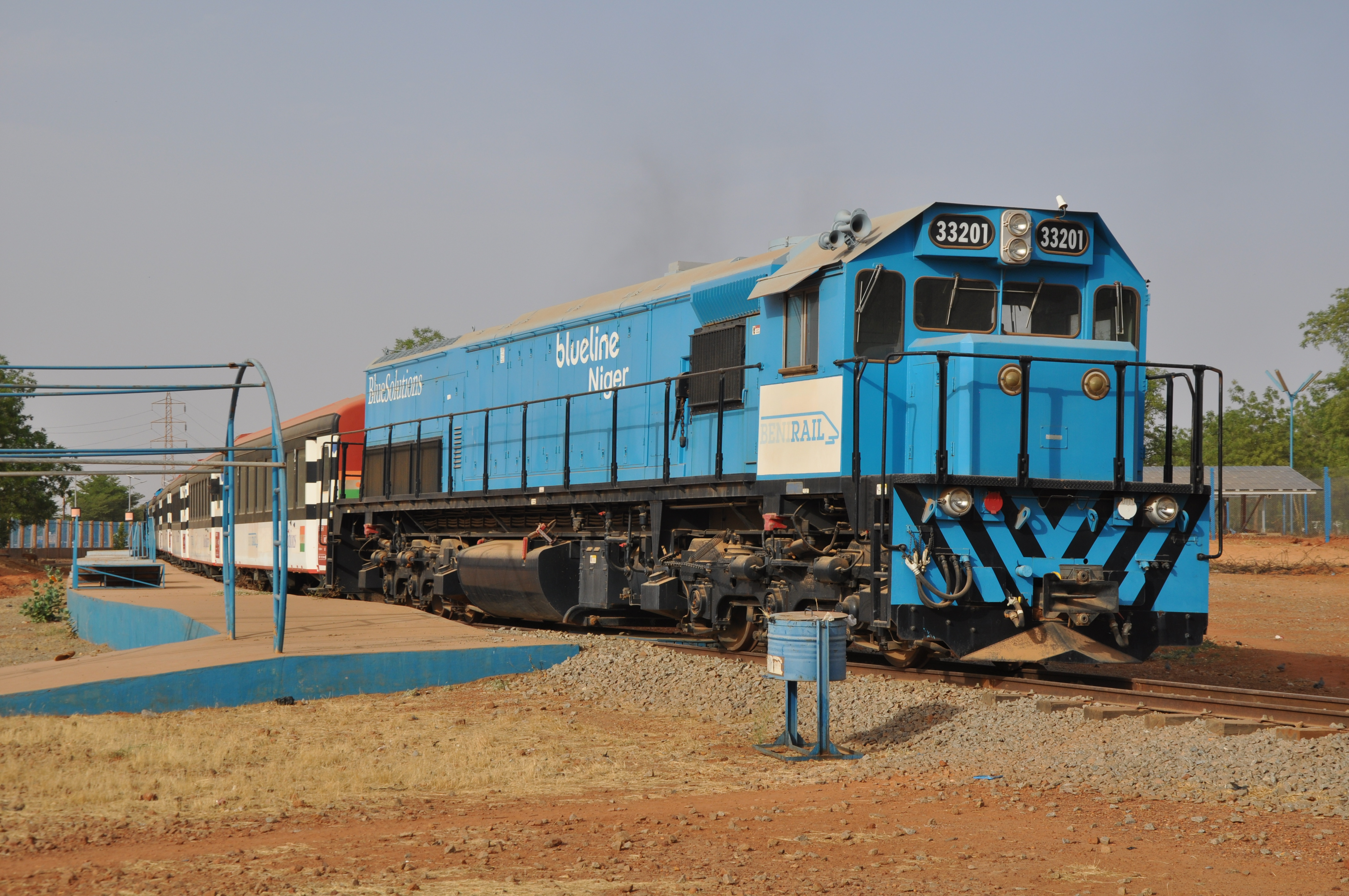
Der Zug im Bahnhof Niamey Terminus

Die Strecke Niamey–Dosso war als erster Abschnitt einer Strecke gedacht, die Niamey mit der Hafenstadt Cotonou in Benin verbinden sollte – ein seit 100 Jahren angestrebtes Ziel. Von Cotonou bestand mit der Bahnstrecke Cotonou–Parakou (2024 ohne Verkehr) bereits eine Schienenverbindung, die etwa 40 % der Gesamtstrecke Niamey–Cotonou abdeckte.
2013 erklärte der französische Unternehmer Vincent Bolloré, im Rahmen eines größeren Projekts in Westafrika auch eine Bahnstrecke zwischen Parakou und Niamey bauen zu wollen. 2014 begann er damit, noch ohne eine Konzession zu besitzen, aber unter der Protektion des nigrischen Staatspräsidenten Mahamadou Issoufou. Die Erlaubnis wurde nachträglich am 13. August 2015 erteilt. Bolloré erhielt zugleich die Genehmigung, je ein Güterumschlagzentrum in Niamey und Dosso zu errichten. Der Bau der Strecke Niamey–Dosso schritt schnell voran und war Ende 2015 abgeschlossen.
Bei den Testfahrten entgleiste ein Zug. Die Strecke wurde am 29. Januar 2016 eröffnet, der kommerzielle Verkehr aber nie aufgenommen.
Am 21. Dezember 2021 verkaufte Bolloré sein Afrika-Logistik-Geschäft einschließlich der Bahnstrecke Niamey–Dosso an die Mediterranean Shipping Company (MSC).

## Ausstattung

### Infrastruktur
Die etwa 140 km lange Strecke wurde eingleisig und in Meterspur in relativ flachem Gelände verlegt und führt über weite Strecken entlang der Straße von Niamey nach Dosso. Es gibt kaum Ingenieurbauwerke. Lediglich ein Sumpf sowie einige Wadis mussten gequert werden. Die Infrastruktur ist minimalistisch: Außer in den beiden Endbahnhöfen gibt es keine Ausweichgleise, Empfangsgebäude fehlen, außer an den beiden Endpunkten besitzt nur die Haltestelle Birni N’Gaouré ein Wartehäuschen, in Kouré besteht die gesamte Ausstattung lediglich aus einem Bahnhofsschild, selbst ein Bahnsteig fehlt. Durch fehlende Nutzung und Pflege der Anlagen sind sie inzwischen unbefahrbar.

### Fahrzeuge
Der Fahrzeugbestand umfasst zwei gebrauchte sechsachsige Diesellokomotiven aus Indien, ein Zweiwegefahrzeug sowie sechs gebrauchte Personenwagen der schweizerischen Zentralbahn, die diese wiederum von der Brünigbahn übernommen hatte.

## Zwischenfälle

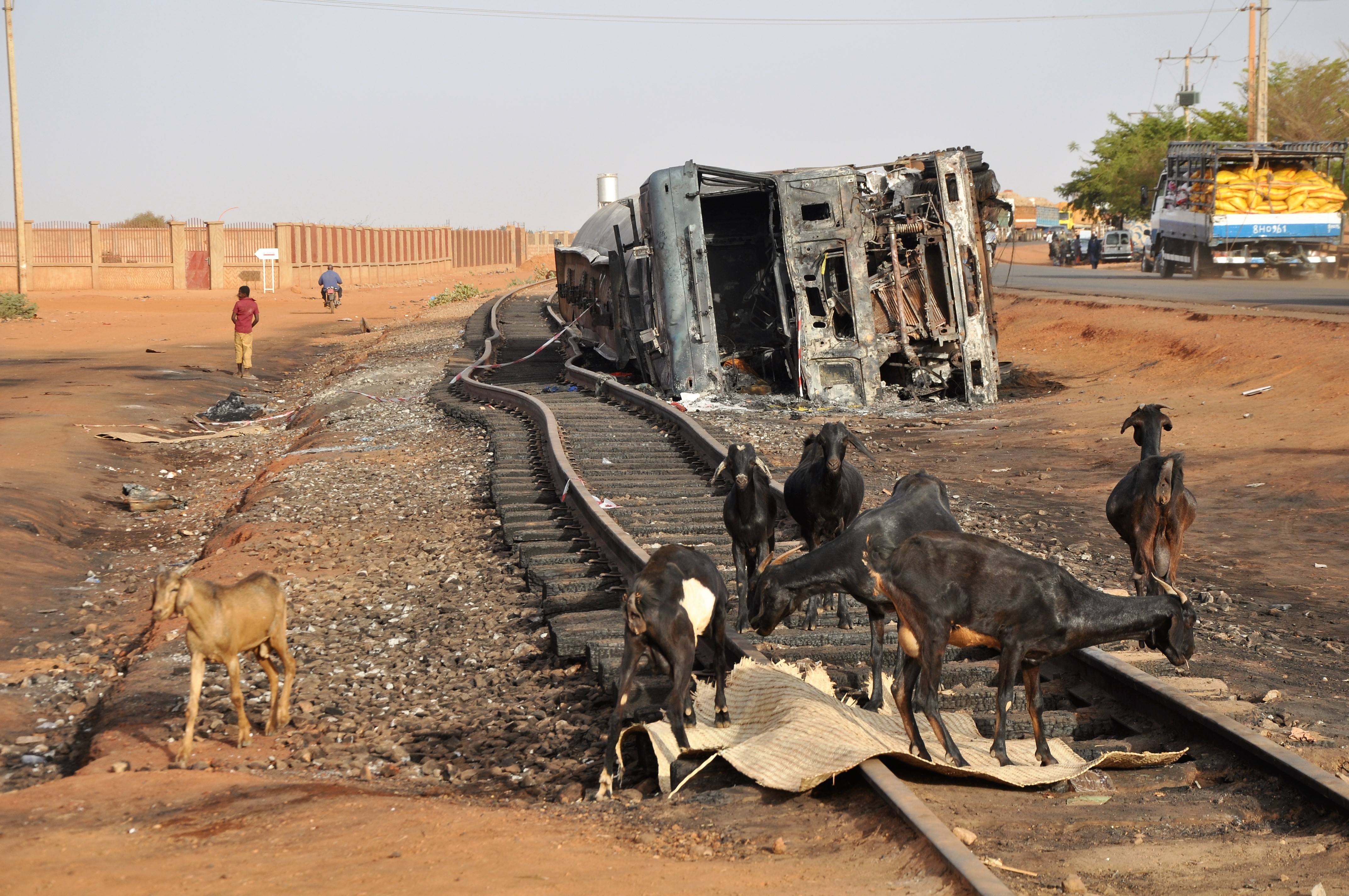
Überreste der Katastrophe vom 5./6. Mai 2019

In der Nacht vom 5. auf den 6. Mai 2019 stürzte in Niamey, unmittelbar neben den Gleisen, ein mit Treibstoff beladener Lkw um und Treibstoff lief aus. Menschen versuchten, den Treibstoff aufzufangen, als es zu einer Explosion kam. Dabei starben etwa 80 Menschen. Durch den Druck und die Hitze der Explosion wurden auch die Gleise erheblich verbogen, deren Bettung beschädigt und bisher nicht repariert.

## Galerie

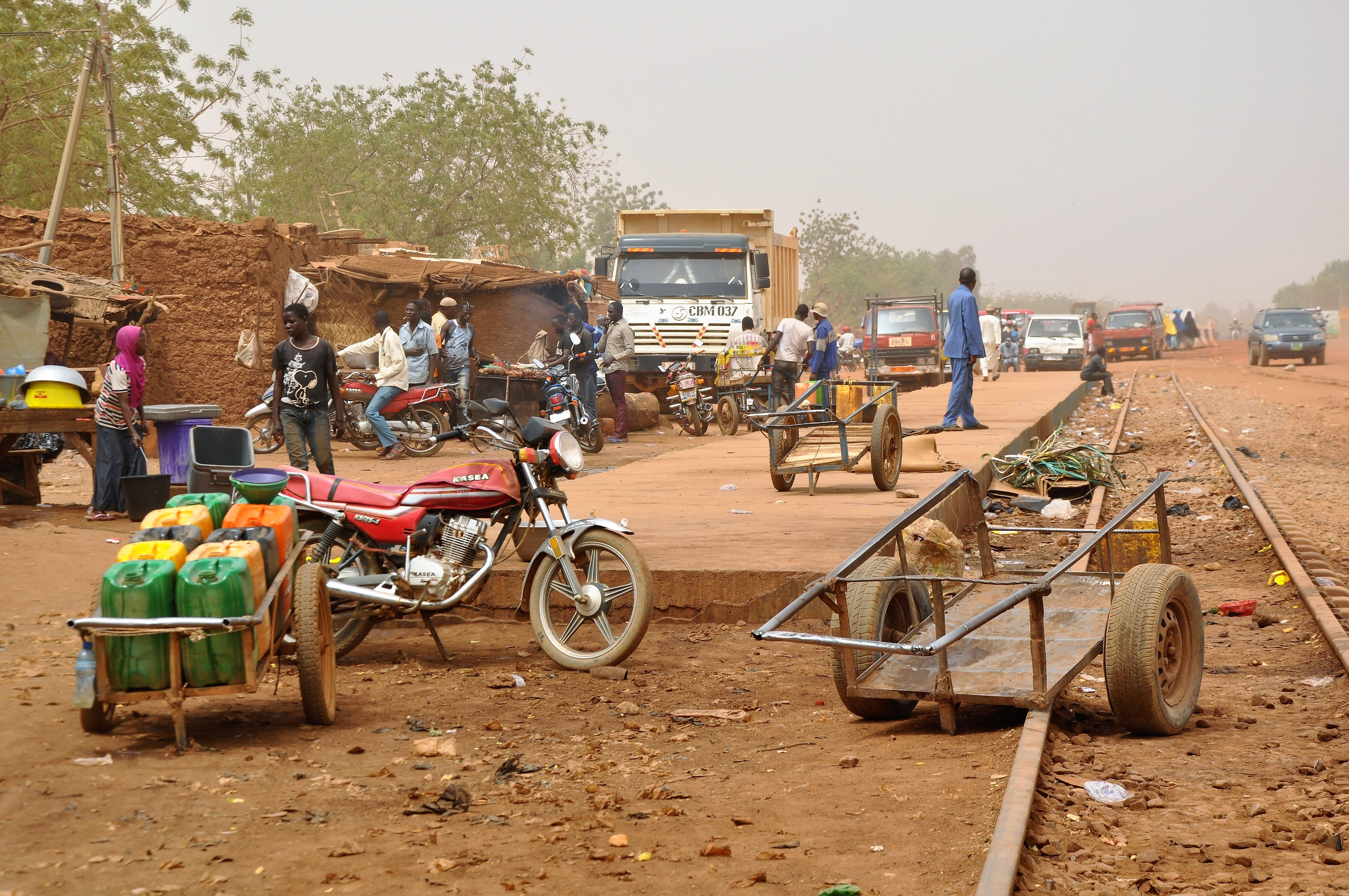
Haltepunkt Niamey Aéroport
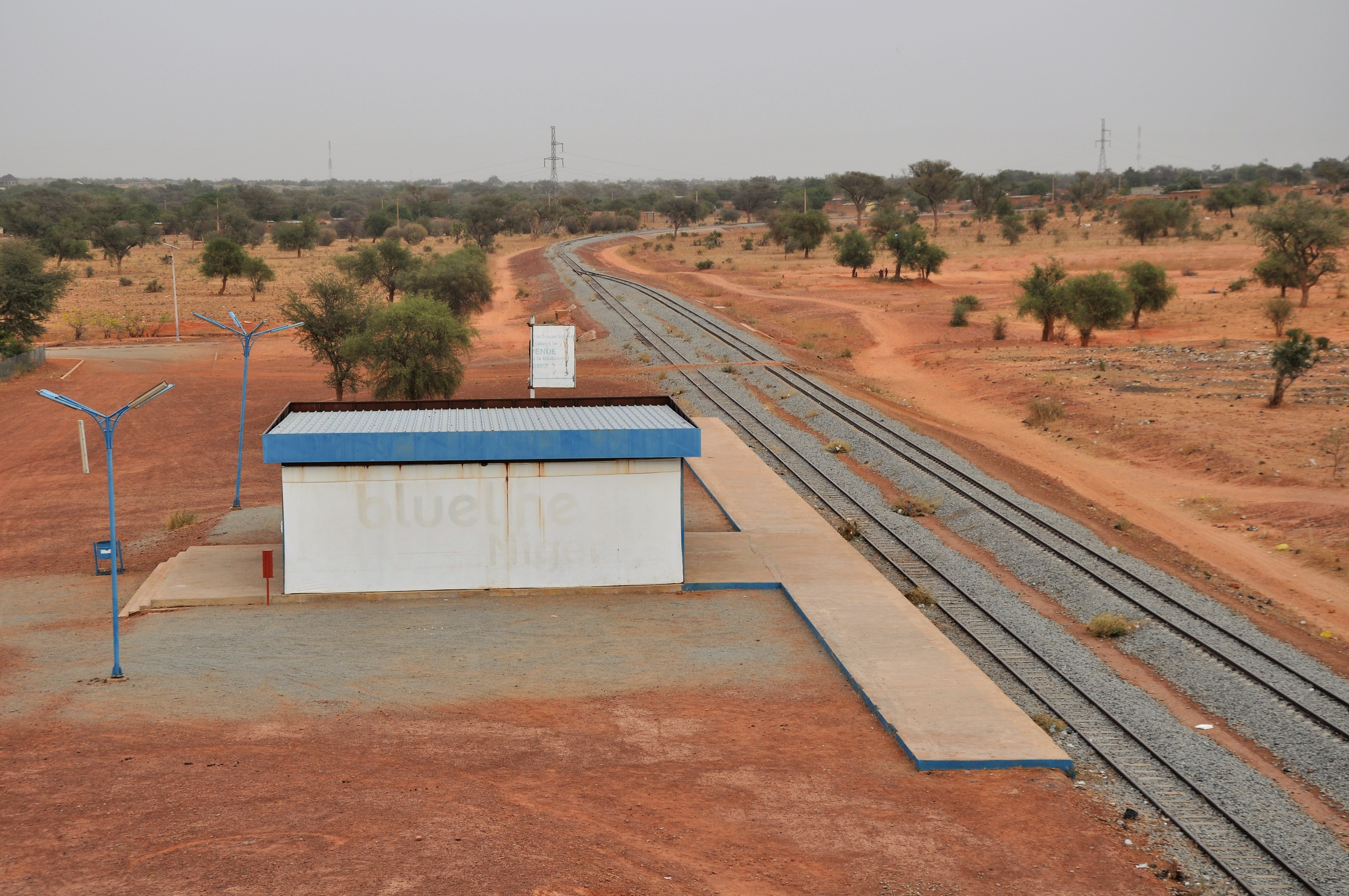
Bahnhof Dosso
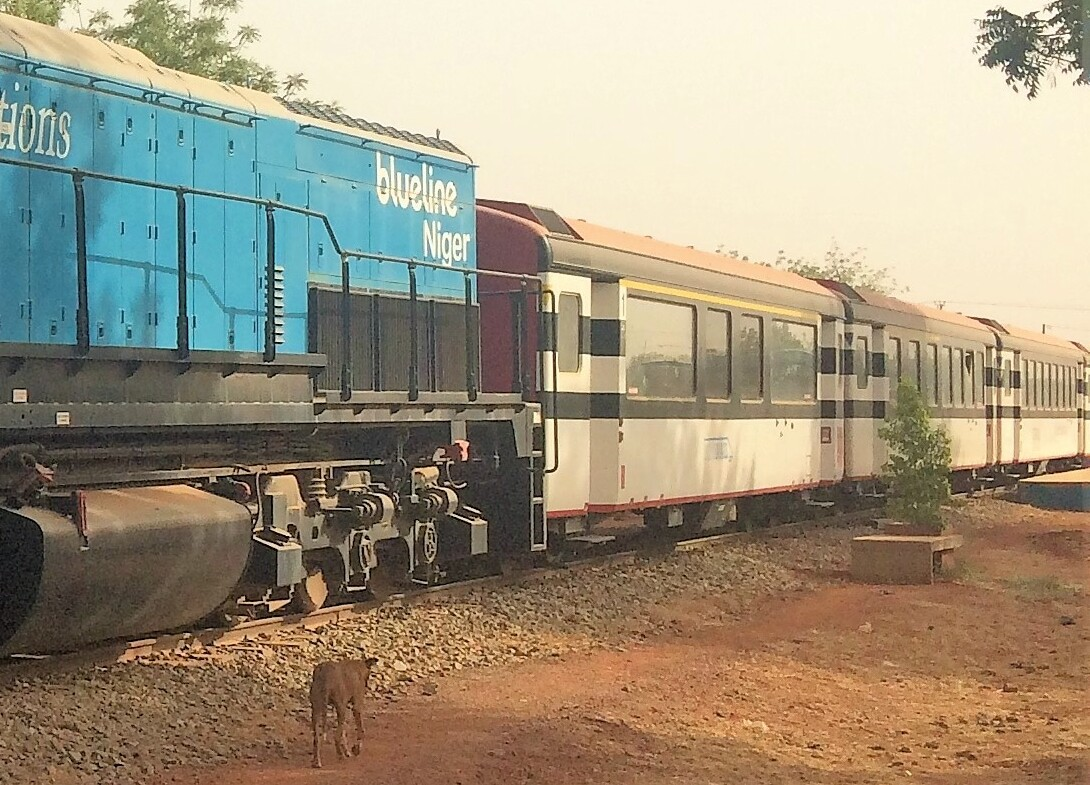
Die Personenwagen der Zentralbahn / Brünigbahn